# Кулко-Жабецьке
Кулко-Жабецьке (пол. Kółko Żabieckie) — село в Польщі, у гміні Пацанув Буського повіту Свентокшиського воєводства.
Населення — 216 осіб (2011).
У 1975-1998 роках село належало до Келецького воєводства.

## Демографія
Демографічна структура на день 31 березня 2011 року:
|          | Загалом | Допрацездатний вік | Працездатний вік | Постпрацездатний вік |
| -------- | ------- | ------------------ | ---------------- | -------------------- |
| Чоловіки | 106     | 21                 | 79               | 6                    |
| Жінки    | 110     | 19                 | 68               | 23                   |
| Разом    | 216     | 40                 | 147              | 29                   |